# NGC 3116
NGC 3116 je galaksija u zviježđu Malom lavu.

## Vanjske poveznice
- SEDS: NGC 3116